# Mens Sana Basket 2010-2011
Questa voce raccoglie le informazioni riguardanti la Mens Sana Basket nelle competizioni ufficiali della stagione 2010-2011.

## Stagione
La Mens Sana Basket 2010-2011, sponsorizzata Montepaschi, prende parte per la 25ª volta al campionato professionistico italiano di pallacanestro di Serie A.
All'inizio della nuova stagione la Lega Basket decise di modificare il regolamento riguardo al numero di giocatori stranieri da schierare contemporaneamente in campo. Si decise così di optare per la scelta della formula con 6 giocatori stranieri di cui massimo 2 non appartenenti a Paesi appartenenti alla FIBA Europe.

## Roster
| Giocatori |
| --------- |

|    | Naz.                                                   | Ruolo | Sportivo           | Anno | Alt. | Peso |  |
| -- | ------------------------------------------------------ | ----- | ------------------ | ---- | ---- | ---- |  |
| 4  | Stati Uniti (bandiera) · Macedonia del Nord (bandiera) | P     | Bo McCalebb        | 1985 | 183  | 82   |  |
| 6  | Grecia (bandiera)                                      | P     | Nikos Zīsīs        | 1983 | 197  | 94   |  |
| 7  | Stati Uniti (bandiera)                                 | G     | Malik Hairston     | 1987 | 198  | 100  |  |
| 9  | Italia (bandiera)                                      | G     | Marco Carraretto   | 1977 | 197  | 86   |  |
| 11 | Serbia (bandiera)                                      | C     | Milovan Raković    | 1985 | 208  | 128  |  |
| 12 | Lituania (bandiera)                                    | AC    | Kšyštof Lavrinovič | 1979 | 210  | 115  |  |
| 13 | Lituania (bandiera)                                    | G     | Rimantas Kaukėnas  | 1977 | 194  | 92   |  |
| 14 | Italia (bandiera)                                      | AC    | Tomas Ress         | 1980 | 208  | 103  |  |
| 15 | Italia (bandiera)                                      | AG    | Andrea Michelori   | 1978 | 202  | 104  |  |
| 20 | Stati Uniti (bandiera) · Italia (bandiera)             | AC    | Shaun Stonerook    | 1977 | 201  | 109  |  |
| 21 | Italia (bandiera)                                      | AP    | Pietro Aradori     | 1988 | 194  | 95   |  |
| 34 | Stati Uniti (bandiera)                                 | AP    | David Moss         | 1983 | 196  | 94   |  |
| -  | Italia (bandiera)                                      | G     | Lorenzo Barbucci   | 1993 | 185  |      |  |
| -  | Italia (bandiera)                                      | AC    | Tommaso Ingrosso   | 1992 | 205  | 85   |  |
| -  | Italia (bandiera)                                      | P     | Giulio Maggiorelli | 1994 | 181  |      |  |
| -  | Italia (bandiera)                                      | AP    | Filippo Mascagni   | 1993 | 191  |      |  |
| -  | Italia (bandiera)                                      | G     | Diego Monaldi      | 1993 | 185  | 78   |  |
| -  | Italia (bandiera)                                      | P     | Marco Perin        | 1993 | 185  |      |  |
| -  | Italia (bandiera)                                      | GA    | Giovanni Severini  | 1993 | 197  | 85   |  |
| -  | Italia (bandiera)                                      | AP    | Cristiano Spina    | 1993 | 192  |      |  |
| -  | Italia (bandiera)                                      | G     | Mattia Udom        | 1993 | 195  | 88   |  |

| Staff tecnico                             |
| ----------------------------------------- |
| Allenatore: Simone Pianigiani             |
| Assistenti: Luca Banchi, Alessandro Magro |

| Giocatori acquistati e ceduti a stagione in corso |
| ------------------------------------------------- |

|    | Naz.               | Ruolo | Sportivo      | Anno | Alt. | Peso |  |
| -- | ------------------ | ----- | ------------- | ---- | ---- | ---- |  |
| 18 | Nigeria (bandiera) | C     | Deji Akindele | 1983 | 216  | 109  |  |
| 19 | Serbia (bandiera)  | PG    | Marko Jarić   | 1978 | 201  | 102  |  |

 Legabasket: Dettaglio statistico (archiviato dall'url originale il 3 agosto 2010).

## Mercato

### Sessione estiva
| Acquisti | Acquisti          | Acquisti             | Acquisti      | Acquisti |
| R.       | Nome              | da                   | Modalità      |          |
| -------- | ----------------- | -------------------- | ------------- | -------- |
| P        | Bo McCalebb       | Partizan             | definitivo    |          |
| G        | Malik Hairston    | San Antonio Spurs    | definitivo    |          |
| G        | Rimantas Kaukėnas | Real Madrid          | definitivo    |          |
| AG       | Andrea Michelori  | Juvecaserta          | definitivo    |          |
| AP       | Pietro Aradori    | Pall. Biella         | definitivo    |          |
| C        | Milovan Raković   | Sptk. S. Pietroburgo | definitivo    |          |
| AP       | David Moss        | Virtus Bologna       | fine prestito |          |
| C        | Luca Lechthaler   | Sutor Montegranaro   | fine prestito |          |
| PG       | David Cournooh    | Junior Casale        | fine prestito |          |
| C        | Stefano Crotta    | Pall. Trieste        | fine prestito |          |
| G        | Marco Portannese  | Virtus Siena         | fine prestito |          |
| C        | Antonio Iannuzzi  | CUS Siena            | fine prestito |          |
| AC       | Nik'a Met'reveli  | Basket Ferentino     | fine prestito |          |

| Cessioni | Cessioni          | Cessioni             | Cessioni       | Cessioni |
| R.       | Nome              | a                    | Modalità       |          |
| -------- | ----------------- | -------------------- | -------------- | -------- |
| GA       | Romain Sato       | Panathīnaïkos        | fine contratto |          |
| G        | Henry Domercant   | Sptk. S. Pietroburgo | fine contratto |          |
| C        | Benjamin Eze      | Chimki               | fine contratto |          |
| P        | Terrell McIntyre  | Málaga               | fine contratto |          |
| AP       | David Hawkins     | Olimpia Milano       | fine contratto |          |
| AC       | Uroš Slokar       | Manresa              | fine contratto |          |
| PG       | Lorenzo D'Ercole  | Vanoli Cremona       | fine contratto |          |
| C        | Denis Marconato   | Pall. Cantù          | fine contratto |          |
| P        | Shammond Williams | Free agent           | fine contratto |          |
| C        | Luca Lechthaler   | B.C. Ferrara         | prestito       |          |
| PG       | David Cournooh    | B.C. Ferrara         | prestito       |          |
| C        | Stefano Crotta    | Potenza              | prestito       |          |
| G        | Marco Portannese  | Scafati Basket       | prestito       |          |
| C        | Antonio Iannuzzi  | Basket Ferentino     | fine contratto |          |
| AC       | Nik'a Met'reveli  | Crabs Rimini         | prestito       |          |

### Dopo l'inizio della stagione
| Acquisti | Acquisti         | Acquisti       | Acquisti         | Acquisti      |
| R.       | Nome             | da             | Data             | Modalità      |
| -------- | ---------------- | -------------- | ---------------- | ------------- |
| G        | Marco Portannese | Scafati Basket | 30 novembre 2010 | fine prestito |
| C        | Deji Akindele    | Free agent     | 28 dicembre 2010 | definitivo    |
| PG       | Marko Jarić      | Free agent     | 14 gennaio 2011  | definitivo    |
| C        | Luca Lechthaler  | B.C. Ferrara   | 2 marzo 2011     | fine prestito |

| Cessioni | Cessioni         | Cessioni      | Cessioni         | Cessioni |
| R.       | Nome             | a             | Data             | Modalità |
| -------- | ---------------- | ------------- | ---------------- | -------- |
| G        | Marco Portannese | Virtus Siena  | 30 novembre 2010 | prestito |
| C        | Luca Lechthaler  | Reyer Venezia | 2 marzo 2011     | prestito |